# Euprosopia mohnikei
Euprosopia mohnikei är en tvåvingeart som först beskrevs av Carl Ludwig Doleschall 1858.  Euprosopia mohnikei ingår i släktet Euprosopia och familjen bredmunsflugor. Inga underarter finns listade i Catalogue of Life.